# Рассел Лонг
Ра́ссел Біл'ю Лонг англ. Russell Billiu Long; *(3 листопада 1918 — †9 травня 2003) американський політичний діяч, сенатор США від штату Луїзіана в 1948—1987 роках. У 1965—1969 рр. лідер демократичної більшості в Сенаті.

## Молоді роки
Рассел Лонг народився у Шрівпорті, штат Луїзіана, в сім'ї майбутнього губернатора штату і сенатора США Г'юї Лонга. Навчався на юридичному факультеті Університету штату Луїзіана в Батон-Руж, входив у товариство Дельта-Каппа-Епсилон (англ. Delta Kappa Epsilon). Під час Другої світової війни служив у ВМС США.

## Початок політичної кар'єри
Лонг був сином губернатора Луїзіани, сенатора США Г'юї Лонга і сенатора США Роуз Макконнел Лонг. Коли Рассела в листопаді 1948 року було обрано до Сенату, він створив прецедент, ставши першою людиною в історії США, чиї батько і мати були сенаторами. Конституція США визначає, що сенатор повинен бути не молодшим за 30 років, а Лонгу виповнювалося 30 лише через день після виборів. Він не займав місця в Сенаті до 31 грудня 1948 року, доки сенатори (разом із Ліндоном Джонсоном і Х'юбертом Хамфрі) не домовилися делегувати на його користь кілька днів. Перед обранням до Сенату Рассел працював консультантом у свого дядька, губернатора Луїзіани Ерла Лонга, якого саме 1948 року було переобрано на посаду.

## Перемога над Кеноном і Кларком, 1948
Місце в сенаті в 1948 р. звільнилося після смерті сенатора-демократа Джона Холмса Овертона (John Holmes Overton). На праймеріз Демократичної партії Лонг переміг суддю Роберта Кенана (Robert F. Kennon), набравши 264,143 (51 %) проти 253,668 (49 %). Різниця становила 10,475 голосів. На завершальному етапі виборів Лонг переміг республіканського кандидата Слема Кларка зі Шрівпорта, набравши 306,337 (75 %) проти 102,339 (25 %). Кларк був першим кандидатом від Республіканської партії, висунутим у Сенат від Луїзіани.